# Perodua Rusa
Perodua Rusa — микровэн с компоновкой «кабина над двигателем», выпускавшийся с 1996 по 2007 год малайзийским автопроизводителем Perodua на базе Daihatsu Zebra. Название «Rusa» в переводе с малайского языка означает «олень».

## Описание
Perodua Rusa был запущен в производство 6 марта 1996 года. По сути, это первый фургон компании Perodua.
Изначально автомобиль оснащался 1,3-литровым двигателем, а в мае 1997 года в моторную гамму был добавлен 1,6-литровый двигатель. Комплектации: CX (двухместный, с 1,3-литровым двигателем), EX (пятиместный, с 1,3-литровым двигателем) и GX (семиместный, с 1,6-литровым двигателем). На момент запуска было продано почти 3000 моделей. Ценовой диапазон варьировался от 34000 до 39200 ринггитов.
Изначально Perodua Rusa имел логотип в виде скачущего оленя.

## Технические характеристики
| Данные                                         | Данные                                         | CX | EX | GX |
| ---------------------------------------------- | ---------------------------------------------- | --- | --- | --- |
| Длина/Ширина/Высота (мм)                       | Длина/Ширина/Высота (мм)                       | 3880/1560/1845 | 3880/1560/1845 | 3880/1560/1845 |
| Колёсная база (мм)                             | Колёсная база (мм)                             | 2080 | 2080 | 2080 |
| Передняя и задняя части                        | Передняя часть (мм)                            | 1340 | 1340 | 1340 |
| Передняя и задняя части                        | Задняя часть (мм)                              | 1330 | 1330 | 1330 |
| Минимальный дорожный просвет (мм)              | Минимальный дорожный просвет (мм)              | 170 | 170 | 170 |
| Снаряжённая масса (кг)                         | Снаряжённая масса (кг)                         | 935 | 1140 | 1145 |
| Полная масса (кг)                              | Полная масса (кг)                              | 1600 | 1600 | 1600 |
| Мест для сидения                               | Мест для сидения                               | 2 | 5 | 7 |
| Минимальный радиус поворота (м)                | Минимальный радиус поворота (м)                | 4.2 | 4.2 | 4.2 |
| Тип двигателя                                  | Тип двигателя                                  | HD-C (бензиновый, с водяным охлаждением, рядный четырёхцилиндровый)                                                            | HD-C (бензиновый, с водяным охлаждением, рядный четырёхцилиндровый)                                                            | HD-C (бензиновый, с водяным охлаждением, рядный четырёхцилиндровый)                                                            |
| Тип двигателя                                  | Тип двигателя                                  | 4-тактный, 16 клапанов, SOHC                                                                                                   | | |
| Рабочий объём (см3)                            | Рабочий объём (см3)                            | 1296 | 1296 | 1590 |
| Диаметр цилиндра X Ход поршня                  | Диаметр цилиндра X Ход поршня                  | 76 x 71.4 | 76 x 71.4 | 76 x 87.6 |
| Мощность (EEC)                                 | Мощность (EEC)                                 | 54 кВт (73 л. с.) при 6000 об/мин                                                                                              | 54 кВт (73 л. с.) при 6000 об/мин                                                                                              | 60 кВт (82 л. с.) при 5600 об/мин                                                                                              |
| Крутящий момент (EEC)                          | Крутящий момент (EEC)                          | 92 Н·м при 3200 об/мин | 92 Н·м при 3200 об/мин | 115 Н·м при 3200 об/мин |
| Степень сжатия                                 | Степень сжатия                                 | 9.5 : 1 | 9.5 : 1 | 9.5 : 1 |
| Сцепление                                      | Сцепление                                      | Сухая одинарная пластина с диафрагмой                                                                                          | Сухая одинарная пластина с диафрагмой                                                                                          | Сухая одинарная пластина с диафрагмой                                                                                          |
| Трансмиссия                                    | Трансмиссия                                    | 5-скор. МКПП | 5-скор. МКПП | 5-скор. МКПП |
| Передаточные отношения                         | Передаточные отношения                         | 1-я передача: 4.059, 2-я передача: 2.045, 3-я передача: 1.376, 4-я передача: 1.000. 5-я передача: 0.838, Задняя передача: 4.12 | 1-я передача: 4.059, 2-я передача: 2.045, 3-я передача: 1.376, 4-я передача: 1.000. 5-я передача: 0.838, Задняя передача: 4.12 | 1-я передача: 4.059, 2-я передача: 2.045, 3-я передача: 1.376, 4-я передача: 1.000. 5-я передача: 0.838, Задняя передача: 4.12 |
| Передаточное число редуктора конечной передачи | Передаточное число редуктора конечной передачи | 4.875 | 4.875 | 4.222 |
| Рулевое управление                             | Рулевое управление                             | Реечное, с гидравлическим усилителем                                                                                           | Реечное, с гидравлическим усилителем                                                                                           | Реечное, с гидравлическим усилителем                                                                                           |
| Тормоза                                        | Передние                                       | Дисковые | Дисковые | Дисковые |
| Тормоза                                        | Задние                                         | Барабанные | Барабанные | Барабанные |
| Размер усилителя тормозов (дюймов)             | Размер усилителя тормозов (дюймов)             | 8 | 8 | 8 |
| Подвеска                                       | Передняя                                       | Макферсон | Макферсон | Макферсон |
| Подвеска                                       | Задняя                                         | Рессорная | Рессорная | Рессорная |
| Шины                                           | Шины                                           | 175/70R13 | 175/70R13 | 185/70R14 |
| Объём бака (л)                                 | Объём бака (л)                                 | 47 | 47 | 47 |
| Производительность                             | Максимальная скорость (kм/ч/дж)                | 133 | 133 | 143 |
| Производительность                             | 0—400 (сек.)                                   | 24.1 | 24.1 | 22.0 |
| Расход топлива                                 | при 90 км/ч                                    | 12.7 | 12.7 | 13.2 |
| Расход топлива                                 | на 5 передаче                                  | 12.7 | 12.7 | 13.2 |

## Галерея
- Вид спереди
- Вид сзади
- Perodua Rusa EX (1.3)
- Perodua Rusa EX (1.3)
- Perodua Rusa второго фейслифтинга
- Perodua Rusa второго фейслифтинга

## Продажи
| Год  | Малайзия |
| ---- | -------- |
| 2000 | 2,341    |
| 2001 | 2,262    |
| 2002 | 2,296    |
| 2003 | 2,603    |
| 2004 | 1,342    |
| 2005 | 1,115    |
| 2006 | 416      |
| 2007 | 344      |
| 2008 | 62       |